# フランシスコ・ロペス・アルファロ
フランシスコ・ハビエル・ロペス・アドルフォ（Francisco Javier López Alfaro、1962年11月1日 - ）は、スペイン・オスナ出身の元サッカー選手、元サッカー指導者。ポジションはMF。

## 経歴
アンダルシア州のオスナに生まれた。フランシスコはセビージャFCとRCDエスパニョールに在籍し、ラ・リーガ通算436試合に出場した。
1990年から所属していたRCDエスパニョールでは1992-93シーズンにセグンダ・ディビシオン降格を経験したが、1年でプリメーラに復帰し、1996-97シーズンに35歳で現役を引退した。
現役引退後は、RCDエスパニョールで指導者キャリアをスタートさせ、スペイン下位リーグのクラブの監督を転々とした。

## 代表経歴
スペイン代表通算20試合1ゴール。1982年10月27日、EURO予選のアイスランド代表戦でフル代表デビューを飾り、その後のUEFA欧州選手権1984と1986 FIFAワールドカップに出場した。

## タイトル
エスパニョール
- セグンダ・ディビシオン : 1回 (1993-94)